# یواس‌اس مورفی (دی‌دی-۶۰۳)
یواس‌اس مورفی (دی‌دی-۶۰۳) (به انگلیسی: USS Murphy (DD-603)) یک کشتی بود که طول آن ۳۴۸ فوت ۴ اینچ (۱۰۶٫۱۷ متر) بود. این کشتی در سال ۱۹۴۲ ساخته شد.